# Yuta Sasaki
Yuta ”Ulka” Sasaki (japanska: 佐々木佑太?, Sasaki Yūta), född 7 oktober 1989 i Numazu, är en japansk MMA-utövare som sedan 2014 tävlar i organisationen Ultimate Fighting Championship.